# Moteur à pistons axiaux

Animation du principe de fonctionnement d'un moteur à pistons axiaux

Les moteurs à pistons axiaux, comme tous les moteurs hydrauliques, fournissent un mouvement rotatif, ils sont d'un principe inverse de la pompe hydraulique.
La direction de l'axe des pistons est parallèle à celle de l'arbre de sortie. Celui-ci est lié à un plateau incliné par rapport au plan normal à l'axe. Son contact avec les pistons leur impose un mouvement sinusoïdal. Le nombre de piston est toujours impair pour une meilleure régularité du mouvement.
Comme sur les pompes adoptant cette architecture, il existe des modèles dont l'inclinaison du plateau est pilotable. Dans ce cas la cylindrée devient variable.
Ils sont de type rapide comme ceux à engrenages et contrairement aux moteurs à pistons radiaux, qui sont lents à fort couple.